# Comparsa de gigantes y cabezudos (Ayerbe)

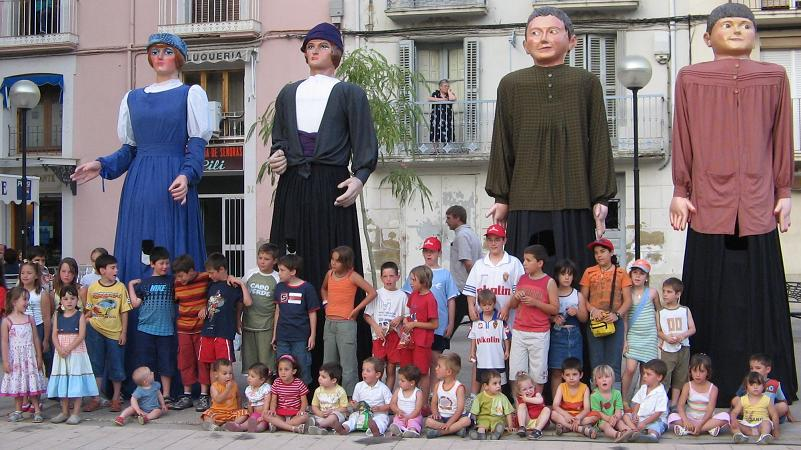
Gigantes de Ayerbe. Leticia, Miguel, Santiagué y Perico.

La tradición de gigantes y cabezudos en Ayerbe no se sabe exactamente de cuando data, constando la primera prueba documentada, a principios del siglo XX.
En época no muy lejana, el destacado protagonismo que tenían las danzas de los gigantes, por su carácter festivo y social, formó parte de la magia que envuelve los días de la fiesta.
La originalidad de los porteadores compartiendo ritmo y movimientos, la improvisación e inspiración, la agilidad y elegancia, la armonización y equilibrio, la compenetración, la utilización de un lenguaje de signos, la posesión de una indudable fortaleza física y una sensibilidad extraordinaria conseguían que los espectadores llegaran a confundirse con los propios participantes e incluso tomaran parte activa en el acontecimiento.
Cabecera en procesiones, cabalgatas y presidiendo todo tipo de actos, la comparsa de gigantes y cabezudos siempre ha formado parte activa de la chocha.

## Historia
La primera noticia sobre los Gigantes y Cabezudos de Ayerbe aparece en El Diario de Huesca publicación del jueves 6 de septiembre de 1900 - página 2 -. Programa de fiestas. Día 9. "A las nueve, el Ayuntamiento en corporación acompañado de los gigantes y cabezudos y la música se trasladará desde la casa de la villa a la Iglesia para asistir a solemne función religiosa".
En el mismo diario,  en la publicación del jueves 13 de septiembre - página 3 -, leemos:  A las nueve de la mañana del día 9 el Ayuntamiento, como decía el programa, desde la Casa Consistorial acompañado de gigantes y cabezudos que lucían trajes nuevos regalados por amables señoritas...
El Diario de Huesca  10 de septiembre de 1902 - Página 2 - "Todo esto será amenizado por la banda del Regimiento del Infante, la cual llegó ayer, haciendo su entrada precedida de gigantes y cabezudos, procedentes de Jaca".
En el año 1913 había comparsa de gigantes y cabezudos según recogió el Heraldo de Aragón como acto de las fiestas de "Santa Leticia" en septiembre. Los gigantes fueron acompañados por el gaitero de Sariñena.
El día 8 de noviembre de 1916 los gigantes y cabezudos estuvieron en la inauguración de las obras del pantano de las Navas - Diario de Huesca  9 de noviembre de 1916 Página 1 - "A las nueve en punto, con un día claro y apacible formóse la comitiva, en la que figuraban la comparsa de gigantes y cabezudos..."
"Diario de Huesca" en la edición del día 4 de septiembre de 1917- Página 3- aparece el programa oficial de las Fiestas de Santa Leticia en el que se lee:"A las cuatro de la tarde, efectuará su entrada la brillante Banda del regímiento de Aragón con tambores y cornetas y con la comparsa de Gigantes y cabezudos."
No se ha localizado ninguna noticia posterior sobre los gigantes y cabezudos hasta el año 1930 que la pareja de gigantes y cabezudos salieron a recibir en la estación a la Banda del Regimiento de Gerona. Al día siguiente, con la Banda, los gigantes salieron a esperar a la estación a los Danzantes de Huesca, que por iniciativa de José María Boira, participaron en la procesión de Santa Leticia. Los gigantes salieron 3 días de la fiesta, y se desconoce cualquier dato descriptivo o apelativo de los mismos. Hay noticias de sus porteadores: Raimundo Romeo y Blas Jiménez (Gigantes) y Valentín Esporrín y Jorge Salcedo (Cabezudos).
En el año 1931 se pagaron 60 céntimos de peseta por un pendiente para la giganta.
En el año 1932 la comparsa de gigantes y cabezudos salió a celebrar la fiesta de la República y también la del Ejército.

### El Moro y la Reina
En el año 1935 aparecen El moro y La reina merced a la reforma que se hizo de los antiguos gigantes; los trajes los confeccionó Nieves Pérez que cobró 6 pesetas y el resto de los cambios obrados por Néstor Juncosa Ladrero; el coste total fue de 34’90 pesetas.
En los años 1939 y 1940 hubo nuevas enmiendas para los gigantes con unos costes respectivos de 88’50 pesetas y 71’20 pesetas; en el año 1942 se compró tela para rehacer las manos de los gigantes.

### El Marqués y la Chata
En el año 1944, Luis Ladrero Bernués convirtió a El moro y La reina en El marqués y La chata; Encarnación López Sarasa, elaboró los nuevos trajes.
El marqués lucía gran sombrero y un puro en la boca y la chata presumía de una hermosa mata de pelo negra; ambos, levantaban los brazos al bailar.
En el año 1946 se le compró una peluca a la giganta por un importe de 10 pesetas.
En la década de los años 1950 la encargada de planchar y teñir los trajes era Amada Ena que pasó el relevo a Rosario Borau y, esta, a las madres de las presidentas de fiestas. 
Al llegar los años de 1950, los porteadores cobraban 30 pesetas que pasaron a ser 250 pesetas y a finales de esta década ya eran 500 pesetas. A finales de los años 1960 cobraban 5000 pesetas y a principios de los años 1980 fueron 7500 pesetas.
Ya en la década de 1950 se afirmaban como porteadores a Mariano Rocha y José Sarasa que lo fueron hasta 1977 o 1978.
En el año 1952 se compró una nueva partida de cabezudos a Industria Recacha de Zaragoza, pasando a ser de dos a cuatro los cabezudos de la comparsa (Pinocho, Forano, La Agüeleta y Chivoser).
En el año 1961 Gregorio Latas construye los armados para los cabezudos.

### Fernando e Isabel
El día 8 de septiembre de 1968, en la cabalgata tras el chupinazo a las doce de mediodía, Mariano Rocha y José Sarasa cargaron con los nuevos gigantes. Eran Fernando e Isabel (los reyes Católicos), “clones” de tantos otros que Aragonesa de fiestas vendió a varios pueblos de Aragón. A las 11 de la noche, y aprovechando la tradicional hoguera de Santa Leticia, en la plaza D. Santiago Ramón y Cajal, El Marqués y La Chata terminaron su andadura; fueron bailados por última vez y, pese a la oposición de los porteadores, ardieron ante los ojos de todo el pueblo.
El día 8 de septiembre de 1969 se estrenaron cuatro cabezudos: el Capitán, el Indio, el Mexicano y el Negrito; sus primeros porteadores: José Luis Castán, José Antonio Mora, Ángel Vera y Luis Orleans; los cabezudos se adquirieron tras sesión ordinaria del Ayuntamiento de Ayerbe, en ese mismo año, en la que se facultó al señor alcalde para la adquisición con cargo al crédito destinado al pago de festejos. Se compraron a la casa Racacha en cuatro mil pesetas la unidad.
En el año 1972 se compraron para la reparación del gigante: una cabeza, un brazo y las dos manos; sufrió destrozos importantes el año anterior al caerse un porteador espontáneo en condiciones no idóneas para tal menester.
A finales de los años 1970, la edad impidió a Mariano Rocha y José Sarasa seguir de porteadores. Aun cuando se buscó sustitutos, la charanga de las 8 de la mañana que se puso de moda por aquellos años, contribuyó a la aparición de porteadores espontáneos con grandes dosis de alcohol, lo que favoreció la elevada siniestralidad en los gigantes y cabezudos que cada año estaban obligados a pasar por taller de restauración. En los gigantes se intentaba mantener las características originales, cuando se podía (en el año 1982, Teresa Lafuente Fontana hizo un traje nuevo para la giganta) pero los cabezudos cambiaban de aspecto casi cada año. 
Desde entonces, y hasta el año 2000, los gigantes de Ayerbe no pasaron una buena época; hubo problemas a la hora de encontrar quien los llevara y era muy raro verlos bailar por las calles.
En el año 1992 se retiraron los cabezudos anteriores sustituyéndolos por el Coreano, el payaso, el Verrugón y el Mexicano; se compraron a Aragonesa de Fiestas, por un importe de 250.413 pesetas.

## Encuentro Gigantes de Aragón
El 18 de junio de 2000, el interés de dos hombres que amaban la tradición de los gigantes, Oscar Abadiano y José Antonio Sarasa, los llevó con los gigantes de Ayerbe al “I encuentro de Gigantes de Aragón” celebrado en La Almunia de Doña Godina. Este acontecimiento sirvió para darse cuenta de que los gigantes podían ser una seña de identidad de la Villa, igual que es la bandera, el palacio, o la torre del Reloj. De ahí la reforma de los gigantes, que en septiembre de ese mismo año aparecieron transformados en una pareja vestida con el traje típico ayerbense y fueron rebautizados con los nombres de Leticia y Miguel, nombres estrechamente ligados con el santoral ayerbense.

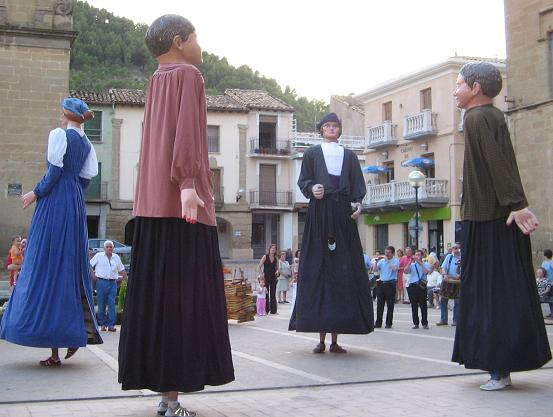
Gigantes bailando

En el año 2002 se incorporaron a la comparsa dos nuevos gigantes, Santiagué y Perico, construidos en memoria de los que fueron dos niños ayerbenses, Santiago Ramón y Cajal y su hermano Pedro Ramón y Cajal.
En el año 2005 era muy importante el trabajo de Oscar Abadiano que consiguió que los gigantes despertasen. Formó un grupo de porteadores dispuestos a animar las fiestas con las danzas de los gigantes.
El día 19 de junio de 2005, Ayerbe acogió el "VI Encuentro de Gigantes de Aragón"; comenzaron en el año 2000 en La Almunia de doña Godina, con el objetivo de que los gigantes aragoneses celebrasen una gran fiesta anual en la localidad anfitriona.
La organización del evento en Ayerbe corrió a cargo de: Asociación de Porteadores de Gigantes y Cabezudos de Aragón, Comisión de Fiestas de Ayerbe, Asociación Femenina de Ayerbe, Ayuntamiento de Ayerbe y el grupo local de dulzainas y música tradicional "Barfulaires".
El número de gigantes por localidad participante fueron los siguientes: 7 de La Alumia de Doña Godina, 6 de Alcorisa, 2 de Andorra, 4 de Barbastro, 2 de Épila, 4 de Belchite, 2 de Cariñena, 2 de Fraga, 4 de Graus, 2 de Híjar, 4 de Huesca, 2 de Novillas, 4 de Tauste, 2 de Gallur, 2 de Mallén, 3 de Villamayor, 1 de El Burgo de Ebro, 10 de Zaragoza, 3 de Calatayud y 4 de Ayerbe. Fueron llevados por 144 portadores y acompañados por 166 músicos. Al acontecimiento acudieron 4000 personas.
Actualmente los cabezudos son: El Verrugón, El Payaso, El Capitán y El brujo.
Actualmente los gigantes son : Leticia y Miguel , Santiagué y Perico y Pilar la Canaria.

## Música para los gigantes
Pasacalles de Perico y Santiagué Fichero Audio (MID) 
 Jota de Leticia y Miguel Fichero Audio (MID) 